# 식물생리학
식물생리학(植物生理學)은 식물의 생리적 현상을 연구하는 학문으로, 식물학의 한 분야다.

## 식물체의 성분
식물체는 많은 양의 물 및 유기물과 약간의 무기물로 이루어져 있다. 이 중 식물체의 대부분을 차지하고 있는 수분 함량은 그 종류나 부위, 생육시기 등에 따라 큰 차이가 있다. 식물체를 100-105°C에서 건조시키게 되면 수분은 모두 증발되고 고체 성분만이 남는데, 이 중 대부분은 유기물이다. 유기물로는 당·녹말·셀룰로스·헤미셀룰로스·리그닌·펙틴·단백질·아미노산·핵산·지질 등과 같이 비교적 많은 양이 함유되어 있는 것과, 비타민·물·호르몬 및 색소나 향유처럼 양은 적어도 식물체 내에서 중요한 역할을 하는 것들이 있다. 이들 유기물은 식물의 종류나 생육 시기에 따라 체내의 각 부분에서 생성되고 이동되며 저장되는데, 그 생성 속도, 저장량은 식물의 생육 조건, 즉 빛·온도·공기 성분 및 물이나 양분의 공급량 등에 따라 크게 변한다. 또한 공기나 토양 속에 식물 생장에 유해한 물질이 있느냐 없느냐에 따라서도 영향을 받는다.
건조 물질의 원소 조성은 대략 탄소 45%, 산소 42%, 수소 5%, 질소 1-2% 외에 나머지 몇 %가 그 밖의 무기 원소로 이루어져 있다. 이것을 공기 중에서 태우게 되면 그 대부분(탄소, 질소·수소·산소 등)은 기체가 되어 공기 중으로 날아가고 재(회분) 즉 무기 성분만이 남는데, 이러한 무기 원소의 조성도 유기물과 마찬가지로 식물의 종류·생육 단계·생육 환경·식물 부위 등에 따라서 크게 차이가 있다.

## 물재배와 무기 영양설
식물이 필요로 하는 원소는 무엇이며 그것이 어떤 화합물 속에 포함되어 있는가를 연구하는 수단으로써, 예전부터 이용되어 온 것이 물재배이다. 물재배는, 적당한 그릇에 식물을 고정하여 물 속에 뿌리를 넣고 통기할 수 있도록 한 후, 이 물 속에 여러 가지 물질을 녹여 식물이 뿌리로부터 이것을 흡수하게 함으로써 생장시키는 방법이다.
물재배로 기를 때는, 대부분의 식물은 몇 종류의 무기 염류만을 공급해 주면 잘 자란다. 그 무기 염류의 종류는 식물 종에 따라서 각각 적당한 것이 선택되지만, 오늘날 대표적으로 쓰이는 완전 배양액은 크놉액과 호글랜드액 등이다. 이와 같은 방법을 이용하여, 1860년대에 이르러서는 식물이 필요로 하는 원소가 탄소·산소·수소·질소·인·칼륨·칼슘·마그네슘·황·철 등이라는 것을 알게 되었다. 이것을 '식물 생장에 필요한 10원소'라고 한다. 그 후 사용하는 시약의 불순물을 제거하여 순도를 높이는 한편, 기구류나 공기를 통한 오염을 방지함에 따라 이 외에 더 많은 필요 원소가 있음을 발견하였다.
그러나 배양액에 필요한 무기 화합물만을 주어도 식물은 잘 자란다. 식물은 동물이나 미생물과 달라서 기본적으로 비타민·아미노산·당류 등의 유기 화합물을 필요로 하지 않는다. 식물의 영양이 무기 화합물만으로 충분하다는 설은 1840년에 독일의 유명한 화학자 리비히에 의해 처음으로 명확하게 밝혀졌는데, 이것을 '무기 영양설'이라고 한다. 오늘날 식물의 필수 원소로 확인된 것은 수소(H)·탄소(C)·산소(O)·질소(N)·칼륨(K)·칼슘(Ca)·마그네슘(Mg)·인(P)·황(S)인 필수 다량원소 9개와 염소(Cl)·붕소(B)·철(Fe)·망간(Mn)·아연(Zn)·구리(Cu)·니켈(Ni)·몰리브덴(Mo)의 필수 미량원소 8개로 총 17개 원소이다.

## 최소량의 법칙
17개의 필수 원소들은 식물체 내에서의 필요량이 각기 다르지만, 생장에 미치는 영향은 어느 원소나 마찬가지로 중요하다. 따라서 어느 한 원소만 부족해도 식물은 정상적으로 자랄 수 없게 된다. 이와 같은 이유로, 식물을 충분히 성장시키고자 할 때에는 모든 필수 원소들을 식물이 필요로 하는 양 만큼 충분히 공급해 주는 것이 무엇보다도 중요하다. 그러나 실제로 식물이 생장하는 데 있어서 여러 필수 원소들이 여전히 균형 있게 공급되는 일은 매우 드물며, 어떤 원소의 공급이 다른 원소들에 비해 상대적으로 식물이 요구하는 양을 만족시키지 못하는 경우가 있다. 이러한 때에는 그 원소 이외의 원소가 아무리 풍부하게 공급된다 할지라도 그 원소가 공급되지 않는 이상 식물은 잘 자라지 못하게 된다. 한편 이 경우에, 부족된 원소의 공급량을 늘려주면 이번에는 공급해 준 원소에 비해 다른 원소가 상대적으로 부족하게 되므로, 식물은 부족한 그 다른 원소의 양에 상당하는 정도밖에 자라지 못한다. 이와 같이 식물 생장량은 결핍된 원소의 양에 의해 제한을 받게 되며, 이 원소를 공급해 줄 때에만 그 생장량을 증가시킬 수 있다. 이것이 바로 리비히가 제창한 '최소량의 법칙(최소율)'이다. 그러나 실제로 식물의 생장은 필수 원소의 공급량에 의해서만 지배되는 것이 아니라, 빛·온도 등의 요소들도 관계하며, 여기에도 마찬가지로 위의 법칙이 해당되므로 이를 고려하여 '최소 요소율'이라고 할 때도 있다.

## 식물의 양분과 그 공급원
식물체를 구성하는 원소는 화합물이나 이온의 형태로 양분 속에 포함되어 외계로부터 흡수된다. 식물은 아미노산이나 당 등의 유기물도 흡수하여 이용할 수 있지만, 실제로 많은 양이 흡수되고 이용되는 것은 각종 무기물이다. 필수 원소 가운데 탄소와 산소는 공기 중에서 이산화탄소의 형태로 잎을 통하여 흡수되며, 그 밖의 것들은 대부분 토양 용액 속에 들어 있다가 뿌리로부터 흡수된다. 이 때 식물체는 각 원소의 일정한 형태만을 받아들이게 되는데, 즉 수소와 산소는 물, 질소는 질산 이온(No3-)·암모늄 이온(NH4+)의 상태로 흡수되고, 인은 인산 이온(H2P04-), 황은 황산 이온(SO42-)의 형태로 흡수된다. 한편 그 밖의 원소도 각각 양이온, 음이온의 상태로 토양 용액으로부터 흡수된다. 이와 같은 토양 용액 속의 각종 이온들은 토양의 모체인 암석에 함유되어 있다가 그것이 풍화되고 분해됨으로써 공급된다. 뿐만 아니라 강물의 관개 용수에도 다량의 무기물이 포함되어 있어 토양 용액 속의 양분 이온 농도를 높이는 데 한몫을 하고 있다.
최소량의 법칙은 식물의 성장 이외에도 동물의 성장에도 적용될 수 있다.

## 같이 보기
- 생물역학
- 식물해부학
- 식물형태학